# Auguste Petigat
Auguste-César-Emmanuel Petigat (pron. fr. AFI: [oɡyst sezaʁ emanɥɛl pətiɡa], detto Abbé Petigat; Villeneuve, 27 aprile 1885 – Villeneuve, 4 maggio 1958) è stato un presbitero, giornalista e attivista italiano.
È stato anche un teologo e poeta, protagonista della difesa dell'autonomia valdostana, della causa degli emigranti valdostani a Parigi agli inizi del Novecento, e tra i più importanti sostenitori dell'annessione della Valle d'Aosta alla Francia.
È conosciuto come l'abbé Petigat, che in francese significa abate Petigat. Tale definizione è tuttavia inesatta, in quanto Petigat non fu mai abate. Il termine "abbé" si usa in lingua francese con un significato più ampio, riferendosi a un religioso cui la comunità attribuisce una particolare importanza.

## Biografia

### Infanzia
Auguste Petigat nacque il 27 aprile 1885 da una famiglia di commercianti a Villeneuve, in Valle d'Aosta, all'epoca inquadrata nel Circondario di Aosta, facente parte a sua volta della Provincia di Torino. Il padre, Pascal Petigat, e la madre, Angélique Pelissier, originaria di Arvier, gestivano un bar nel paese. La famiglia Petigat era molto numerosa ma dei sedici figli avuti, solo sei rimasero in vita: Tersille, si sposò e si trasferì in Francia; Pierrine gestiva un negozio di alimentari a Villeneuve; Léonide gestiva un albergo nel paese natale; Junide, aveva un bazar sempre in paese; Joson, contadino e autonoleggiatore, serviva regolarmente il confine italo-francese, assicurando il collegamento stradale con Bourg-Saint-Maurice, e infine Auguste, che scelse presto la vita sacerdotale. Dopo la quinta elementare, Auguste studiò prima al Piccolo seminario e poi al Seminario maggiore di Aosta, all'epoca molto rigidi nell'insegnamento. Dal 1906 Petigat iniziò a collaborare a numerose testate giornalistiche valdostane, tra cui il Duché d'Aoste, organo della curia vescovile.

### Tra gli emigranti a Parigi
Il 14 marzo 1908 il vescovo di Aosta Joseph-Auguste Duc nominò Auguste viceparroco di Antey-Saint-André, che il giorno successivo celebrò la sua prima messa a Villeneuve. Il 4 dicembre 1912 Petigat partì per Parigi, dove si stabilì prima dalla sorella Tersille e, in seguito, trovò affitto in rue des Vinaigriers e fu nominato vicario della parrocchia di Notre-Dame de la Gare nel maggio 1913. Nello stesso anno fondò l'Écho de la Vallée d'Aoste, organo di stampa dei valdostani all'estero, giornale che nasceva su base associativa, in funzione dei bisogni degli immigrati e lontano da qualsiasi ideologia politica. L'attenzione posta dal prete all'emigrazione valdostana era data dall'imponenza del fenomeno all'epoca: il processo, iniziato dopo il 1861, traeva le sue origini dall'impoverimento progressivo delle campagne valdostane, causa prima dello spopolamento della regione, avviatosi fin dalla cessione della Savoia da parte del Regno di Sardegna alla Francia, un atto traumatico per i valdostani dato che essa era ritenuta una "regione sorella" per lingua e cultura. Tra il 1862 e il 1881 si erano allontanati dalla Valle d'Aosta più di 6mila persone e tale processo continuò fino alla Prima guerra mondiale, le città francesi predilette dopo Parigi erano Grenoble e Marsiglia, con un'interruzione solo durante il conflitto. Nel primo dopoguerra, tuttavia, il fenomeno migratorio riprese più imponente di prima. Petigat considerava positivamente l'emigrazione per l'economia valdostana e, come tale, andava sostenuta in senso mutualistico e solidaristico, non concordando con l'ostilità storica del clero valdostano all'emigrazione. Il giornale dell'Écho costituì una corrispondenza fondamentale tra i migranti e la regione alpina, anche sostenendo le politiche economiche e coloniali dei governi liberali italiani di Giovanni Giolitti e di Antonio Salandra. Il passaggio dalla Triplice Alleanza alla Triplice Intesa fu salutato con favore da Petigat, che riteneva che tra Italia e Francia ci fosse una naturale amicizia. Nel dicembre 1918 tornò sulla questione regionale, preoccupandosi della salvaguardia della lingua francese in Valle d'Aosta in un momento in cui, complice l'espansione dell'industria pesante su impulso di quella mineraria e idroelettrica, continuava ad aumentare l'afflusso di immigrati da altre regioni italiane come lombardi, veneti, umbri, marchigiani e liguri. Petigat, cogliendo le potenzialità aperte dai trattati di pace, sostenne Anselme Réan de la Ligue valdostaine, Comité italien pour la protection de la langue française dans la Vallée d'Aoste, che il 7 aprile 1919 inviò al presidente del Consiglio italiano Vittorio Emanuele Orlando, impegnato alla Conferenza di Versailles, una petizione a sostegno dell'autonomia linguistica della Valle d'Aosta, rimasta però lettera morta. Il 22 maggio 1920, Petigat si dimise dal giornale che aveva fondato e pochi mesi dopo, il 16 ottobre, uscì il primo numero de La Vallée d'Aoste, sempre strettamente legato all'emigrazione valdostana. Per questa decisione il prete valdostano fu accusato di protagonismo e anche di aver sottratto fondi al suo giornale, un'accusa poi respinta in via legale.

### I rapporti col fascismo
Dal punto di vista politico, La Vallée d'Aoste era vicino al Partito Popolare di Don Luigi Sturzo, pur evitando, nella sua tradizione apolitica, di inserirsi direttamente nel dibattito politico italiano (e francese). Si disinteressò dei fatti del Biennio rosso, rendendolo di fatto un giornale moderato. Petigat continuò a difendere l'identità e la storia valdostana, sviluppando proposte d'intervento contro la chiusura delle scuole di villaggio, a favore dell'uso della lingua francese e di un miglioramento delle condizioni socio-economiche della valle. 
Nel 1923, Petigat avviò una raccolta di firme per l'insegnamento della lingua francese, nonostante l'avvento della dittatura fascista e la soppressione delle scuole di villaggio con la riforma Gentile. Nel dibattito e sul giornale si inserì un giovane avvocato, anche lui poi difensore della causa valdostana, Émile Chanoux. Rispetto al particolarismo di Chanoux, Petigat era più moderato (anche consapevole delle crescenti violenze fasciste) e, senza chiedere l'autonomia amministrativa e politica della sua regione, ribadì la necessità di una legislazione nazionale sensibile ai problemi della Valle d'Aosta. Il 17 maggio 1924 Petigat fece un viaggio a Roma per un'udienza da Papa Pio XI, a cui fece dono del "Libro d'oro" dei caduti valdostani nella Grande guerra. In quell'occasione, il prete incontrò anche un segretario di Benito Mussolini, a cui espresse il visibile disaccordo verso le politiche del nuovo regime. La continuità degli articoli di Chanoux sul giornale segnò la posizione definitiva del giornale di fronte alle autorità fasciste, specialmente dopo la pubblicazione di un articolo che esaminava le criticità nel rapporto tra la Valle d'Aosta e lo Stato italiano, dalla lingua alla proprietà delle acque all'assetto amministrativo a cui seguì l'imposizione della lingua italiana nella trascrizione degli atti civili.
Nel 1925 il giornale di Petigat subì quattro sequestri da parte delle autorità italiane. La Prefettura di Aosta emise nello stesso anno un provvedimento che vietava il giornale in territorio italiano, a cui Petigat rispose con una circolare a sostegno della sua linea giornalistica e della lotta per l'autonomia valdostana. Il rapporto col fascismo e Petigat si incrinò ufficialmente, anche se il prete dovette comunque abbassare i toni polemici, soprattutto sulla rivendicazione linguistica al fine di salvaguardare l'esistenza stessa del giornale come strumento di divulgazione per i migranti valdostani. Nel frattempo tra il 1926 e il 1927, il regime fascista distaccò la nuova Provincia di Aosta da quella di Torino anche per incoraggiare l'espatrio in Francia e in Svizzera degli abitanti che parlavano unicamente il francese o il patois e promosse ancora di più l'immigrazione italiana da altre regioni della penisola, soprattutto nel pubblico impiego.

#### Gli attacchi della stampa italiana
Nell'aprile 1928, durante una permanenza a Villeneuve (italianizzato in Villanova Baltea), Petigat subì una perquisizione da parte dei carabinieri e fu accompagnato ad Aosta, dove venne interrogato a proposito delle sue attività giornalistiche, in particolare per aver criticato pubblicamente il podestà locale che aveva scritto un articolo in lingua italiana per La Vallée d'Aoste. Petigat venne iscritto alla "rubrica delle persone ricercate e sospette, perché ritenuto pericoloso propagandista antifascista all'estero per la subdola condotta politica tenuta in passato". Si fecero pressanti gli attacchi portati avanti dalle colonne del giornale La Provincia d'Aosta e il prefetto locale chiese al Ministero dell'Interno un provvedimento contro la diffusione del giornale di Petigat. A partire dagli anni trenta il regime mussoliniano cercò di unire gli emigranti valdostani a Parigi sotto l'egida di un'associazione controllata direttamente dallo Stato italiano e il giornale di Petigat era ormai noto come "nettamente anti-governativo e anti-italiano". Iniziarono le difficoltà di distribuzione del giornale nella valle, che tuttavia proseguì le sue pubblicazioni fino al 22 marzo 1935, quando venne chiuso e Petigat riesumò l'Écho de la Vallée d'Aoste, sempre cercando di accreditarsi nuove possibili simpatie sotto il fascismo. A suo dire non voleva occuparsi di politica e che l'elemento irrinunciabile per lui era la "colonia" valdostana a Parigi, abbandonando del tutto, in questo periodo, il tema della rivendicazione linguistica, tanto da introdurre una rubrica fissa in lingua italiana dedicata alla politica interna del Regno d'Italia e alla celebrazione del regime fascista, anche se il francese continuò ad essere usato. Tuttavia, le autorità fasciste non furono mai convinte dall'allineamento pragmatico e del tutto di convenienza di Petigat. L'Écho proseguì le pubblicazioni fino al 17 febbraio 1939 quando l'inasprimento dei rapporti italo-francesi e l'avvicinamento dei venti di guerra si fecero più pesanti anche per il prete valdostano e ne sospesero, con lo scoppio della Seconda guerra mondiale, le attività giornalistiche.

### L'ambiguo annessionismo filo-francese
Il 15 gennaio 1944, da Algeri, il ministro degli Esteri del Governo provvisorio francese, René Massigli, si dichiarò favorevole all'annessione della Valle d'Aosta alla Francia, innescando una questione politica e territoriale che interessò da vicino Petigat. Il 5 settembre 1944 una missione francese al comando del capitano Guy Fasso incontrò i comandanti partigiani e le personalità principali della Valle d'Aosta per verificare l'atteggiamento locale ad un'eventuale annessione, al quale arrivò subito una rassicurazione dal CNLAI del sostegno ad un'autonomia amministrativa, linguistica e culturale, poi confermata anche dal presidente del Consiglio Ivanoe Bonomi. Due mesi dopo, le popolazioni delle valli francesi limitrofe si espressero con una mozione votata all'unanimità dal Comité départementel de libération de la Savoie, in cui auspicavano la possibilità dei valdostani ad esprimersi liberamente sull'annessione, sollecitando il generale Charles De Gaulle in questo senso nei futuri trattati di pace.
Petigat aprì la sua quarta esperienza giornalistica nel dicembre 1944 con la nuova uscita clandestina de La Vallée d'Aoste, in cui tuttavia prevalse un iniziale atteggiamento di fiducia verso il governo Bonomi. Il 28 aprile 1945, la Valle d'Aosta fu liberata dai partigiani, prima dell'arrivo degli Alleati e alcuni reparti francesi oltrepassarono il confine a conclusione della Seconda battaglia delle Alpi. Nel mese successivo, in occasione dell'anniversario della morte violenta di Chanoux, si svolse la prima manifestazione annessionista del Comité Valdôtain de libération, con 16mila firme a sostegno di un plebiscito. Su richiesta alleata, tuttavia, il 24 giugno 1945 le truppe francesi dovettero ritirarsi dalla valle. Il 1º agosto 1945, Petigat sollecitò un maggiore francese a liberare un prigioniero valdostano, Joseph Péaquin, affermando che la Valle d'Aosta reclamava la sua annessione alla Francia e che quel prigioniero non dovesse essere considerato italiano, ma francese, posizionandosi così nettamente a favore della separazione dall'Italia. Il 7 settembre 1945 furono promulgati i decreti luogotenenziali dal Consiglio dei ministri per l'autonomia della regione alpina, a cui seguirono le critiche da parte di Petigat, che sollecitò un intervento francese a favore di un plebiscito e sostenendo la creazione di un comitato annessionista noto come Comité d'Action Valdôtaine. 
Il 23 gennaio 1946, l'ambasciatore italiano a Parigi, Giuseppe Saragat, scrisse: "Secondo notizie pervenute, predetto [Petigat] avrebbe dichiarato che, in seguito effettiva applicazione autonomia alla Valle, egli ha modificato proprio punto di vista in senso contrario al separatismo". Nel marzo 1946 Petigat si dimise dal comitato annessionista, proprio quando ci furono i primi scontri e intimidazioni degli annessionisti filo-francesi in Valle d'Aosta, tra cui la devastazione dello studio di Federico Chabod, valdostano filo-italiano e primo presidente provvisorio della Regione. Nonostante il rapido disimpegno di Petigat dall'annessionismo militante, rimase una personalità legata al separatismo, non solo per ragioni storiche vissute in prima persona, ma anche per essere ben introdotto negli ambienti governativi francesi. Ancora il 29 luglio 1946, il Comando militare di Torino segnalò che l'abate Petigat fosse tra gli annessionisti che teneva ancora riunioni filo-francesi in varie località, secondo direttive impartite proprio dal consolato francese di Torino e lo stesso Petigat invitò i valligiani a "rivendicare i propri diritti", anche a fronte di possibili risvolti giudiziari. Il 13 ottobre 1946, a Parigi, gli esponenti del Comité d'Action pour la liberté de la Vallée d'Aoste si espressero ufficialmente a favore di un plebiscito e per la separazione della regione dall'Italia, un plebiscito peraltro a cui avrebbero potuto partecipare solo i residenti valligiani nati prima della Grande guerra, quindi tutti madrelingua francoprovenzali, con un esito prevedibile a favore dell'annessione. Il 10 febbraio 1947, la questione valdostana non trovò spazio ai Trattati di Parigi, malgrado l'interesse francese.

#### L'arresto e il processo
Il 29 marzo 1947 le autorità italiane arrestarono Vincent Trèves, un collaboratore di Petigat, ufficialmente per renitenza alla leva, ma in realtà per l'accusa di aver operato il distacco della Valle d'Aosta dall'Italia. Petigat lo difese sul suo giornale e il 19 giugno 1947 arrivò anche per lui un mandato di arresto, rivolgendosi così ancora una volta alle autorità francesi affinché intervenissero sulla questione. Il 10 dicembre 1947, il procuratore generale italiano rinviò a giudizio sei esponenti del Comité d'action, tra i quali Petigat, accusati di propaganda per l'annessione alla Francia. Il 26 febbraio 1948, intanto, il presidente della Repubblica italiana Enrico De Nicola, promulgò la legge costituzionale n. 4 che introduceva lo Statuto speciale per la Valle d'Aosta. Petigat scrisse a Georges Bidault, ministro degli Esteri francese che aveva respinto ufficialmente la volontà di annettere la Valle d'Aosta, pregandolo per un suo interessamento, a cui pervenne un'eguale richiesta da parte di François de Menthon, deputato dell'Alta Savoia, sostenendo le posizioni dell'abate.
Il 12 luglio 1948 si tenne a Genova il processo ai "patrioti valdostani", e tra il pubblico partecipò il neoeletto senatore valdostano Ernest Page. Il procedimento si concluse positivamente per gli imputati pochi giorni dopo, che vennero assolti per improcedibilità. Se la battaglia giudiziaria era vinta, quella annessionistica però era definitivamente persa e Petigat continuò soltanto a sostenere il particolarismo valdostano all'interno della Repubblica italiana.

### Gli ultimi anni
Petigat continuò ad occuparsi del bilinguismo e dell'immigrazione, esprimendo una certa preoccupazione per le nuove rigide misure anti-immigrazione del governo francese nei confronti degli emigranti italiani e l'ormai progressiva italianizzazione della Valle d'Aosta a scapito della lingua francese e del patois francoprovenzale.
Il 4 maggio 1958, durante la celebrazione di un'omelia nella natìa Villeneuve per i suoi cinquant'anni di sacerdozio, Petigat si accasciò al suolo, morendo sul colpo.